# Nóixul
Nóixul (en rus: Ношуль) és un poble de la República de Komi, a Rússia, segons el cens del 2010 tenia 1.119 habitants.